# Valença (Rio de Janeiro)
Valença is een gemeente in de Braziliaanse deelstaat Rio de Janeiro. De gemeente telt 68.088 inwoners (schatting 2022).

## Aangrenzende gemeenten
De gemeente grenst aan Barra do Piraí, Barra Mansa, Quatis, Rio das Flores, Vassouras, Passa-Vinte (MG), Rio Preto (MG), Santa Bárbara do Monte Verde (MG) en Santa Rita de Jacutinga (MG).

## Religie
De plaats is zetel van het rooms-katholieke bisdom Valença.

## Verkeer en vervoer

### Wegen
Valença is met de omliggende gemeenten verbonden via de RJ-143 (oost/west), RJ-145 (noordoost/zuidwest) en RJ-174 (noordwest).

### Luchtwegen
Naast de plaats ligt de luchthaven Aeródromo de Valença.

## Geboren in Valença
- Clementina de Jesus (1901-1987), zangeres
- José Romeiro Cardoso Neto, "Romeiro" (1933-2008), voetballer
- Paulo Costa (1967), geestelijke, aartsbisschop van Brasilia (sinds 2020) en kardinaal